# 泰国签证政策
来自其他国家访问泰国的人士，必须到泰国领事馆办理并出示签证才能入境，除非该国已经与泰国签订了免签协议。目前已有56个国家或地區与泰国签订免签协议，部分国家或地區签订了互免签证协议。根据法律规定，逾期在泰国停留的可罚款500泰铢／天。所有西方国家的公民均有资格免签证入境，但欧盟的东部（即罗马尼亚、保加利亚、马耳他和塞浦路斯）虽然需要签证，但可以办理落地签证。

## 签证政策地图

泰国签证政策地图
免签证（每6个月可逗留90天）
免签证（60天）
免签证（30天）
免签证（14天）
落地签证（15天）
电子签证（60天）
需要申请签证

## 免签证

### 90日互免签证（5個國家）
以下與泰國簽署互免簽證協議國家的普通護照持有人可免簽證逗留泰國90日。
| - 巴西 - 智利 - 秘魯 - 阿根廷 |

### 60日互免簽證（12個國家/地區）
以下與泰國簽署互免簽證協議國家或地區的普通護照持有人可免簽證逗留泰國60日。
| - 中国大陆1 - 香港2 - 澳門 - 蒙古国 - 印度尼西亞 | - 越南 - 俄羅斯 - 新加坡 - 马来西亚 - 菲律賓 |  |

1 - 180天内不超过90天

2 - 仅限中華人民共和國香港特別行政區護照持有者

### 14日互免簽證（2個國家）
在互惠協議下，以下2個國家的普通护照持有人可免签证逗留泰国享有14日入境免簽證:
| - 柬埔寨 - 緬甸1 |

1 - 仅限空路入境

### 30日免簽證（46個國家）

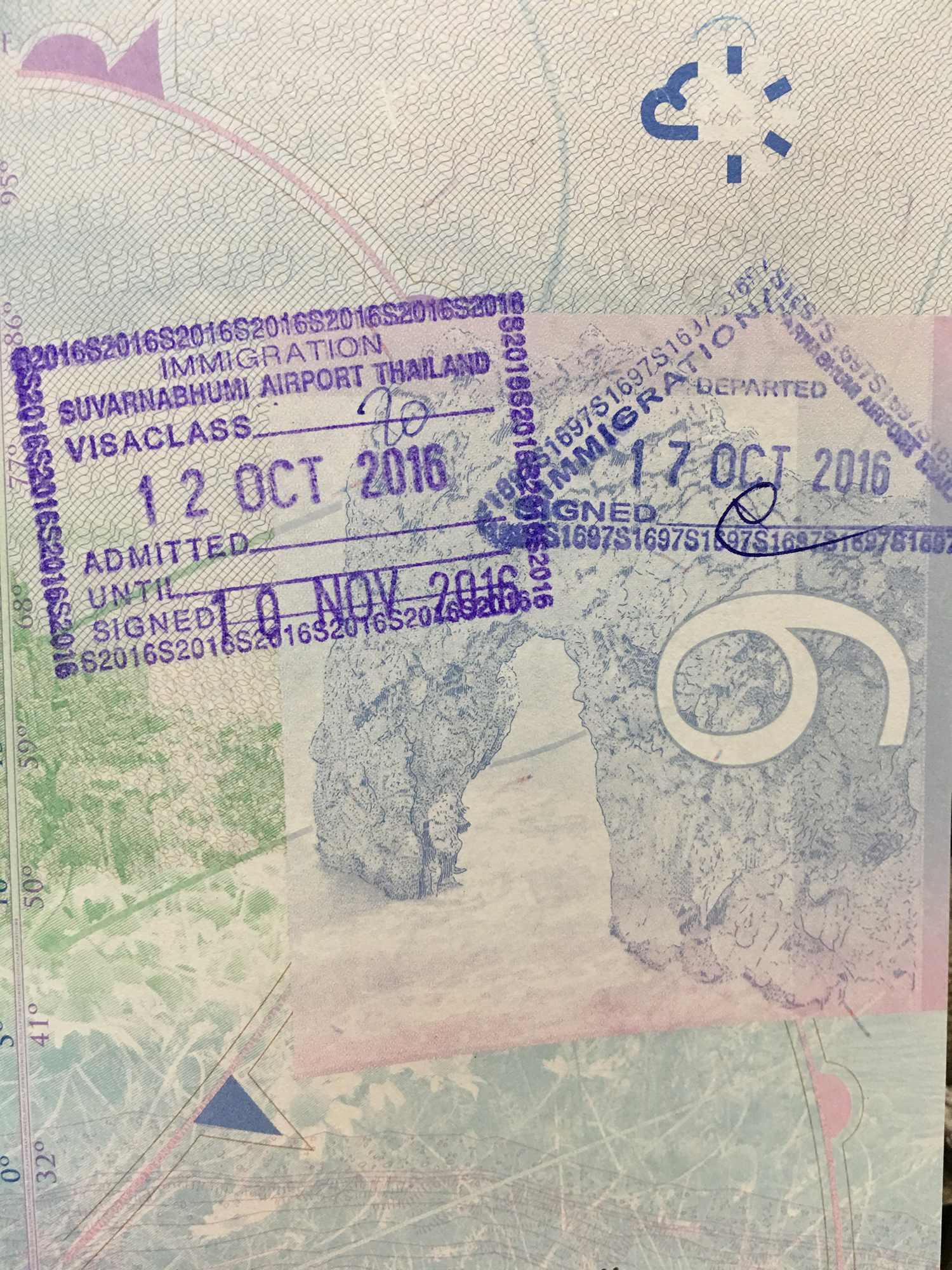
英國國民（海外）護照上的泰國出入境印

以下國家或地區的普通護照持有人可獲得泰國旅行免簽證，期限最長為30天。如由陸路或通過海路入境，一年中可以免簽最多兩次，但以空路入境則沒有限制。
| - 安道尔 - 奥地利 - 巴林 - 比利时 - 加拿大 - 捷克 - 丹麦 - 爱沙尼亚 - 芬兰 - 法國 - 德国 | - 希腊 - 匈牙利 - 冰島 - 愛爾蘭 - 以色列 - 義大利 - 日本 - 科威特 - 拉脫維亞 - 列支敦斯登 - 立陶宛 - 盧森堡 | - 馬爾地夫 - 模里西斯 - 摩納哥 - 荷蘭 - 新西兰 - 挪威 - 阿曼 - 波蘭 - 葡萄牙 - 圣马力诺 | - 斯洛伐克 - 斯洛維尼亞 - 南非 - 西班牙 - 瑞典 - 瑞士 - 土耳其 - 乌克兰 - 阿联酋 - 英国2 - 美国 |  |

1 - 汶莱、印度尼西亚、马来西亚和新加坡國民可通过陸路、水路、空路进入泰国，且沒有免簽證入境次數限制。

2 - 僅限英國公民和英國國民（海外）
自2014年8月29日起，大多數的免簽證國家國民可以申請延長逗留多30日。

### 泰國電子入境卡
泰國政府在2024年4月宣佈推行電子入境卡（Thailand Digital Arrival Card, TDAC）系統，有助於政府追蹤外國旅客動向。
此系統2024年12月1日起啟動試點階段，並於2025年5月1日全面執行。所有透過免簽證旅客陸海空關口，入境泰國前均需持有此入境卡，另外每次入境泰國都需要單獨申請電子入境卡。
入境卡可透過現有電子簽證入口網站填寫資料並提交，此入境卡免費申請。填寫資訊包括護照之個人資訊、航班資料和住宿地點等，民眾需在入境前三天於網上登記。但如不熟悉網上申請的旅客，亦可在抵達泰國後當場填寫入境卡，此TDAC入境卡系統取代原來TM6入境卡的功能。
持卡人透過掃描授權提供的二維碼，使用其自動通關服務自助入境。而持外交護照持有者、公務護照持有者、聯合國通行證持有者和邊境通行證使用者則不需申請TDAC。
但在電子入境卡實施首天，已發現偽冒入境卡申請網站，除填寫資料外，並要求繳交10美元處理費。

## 外交或公務護照免簽證

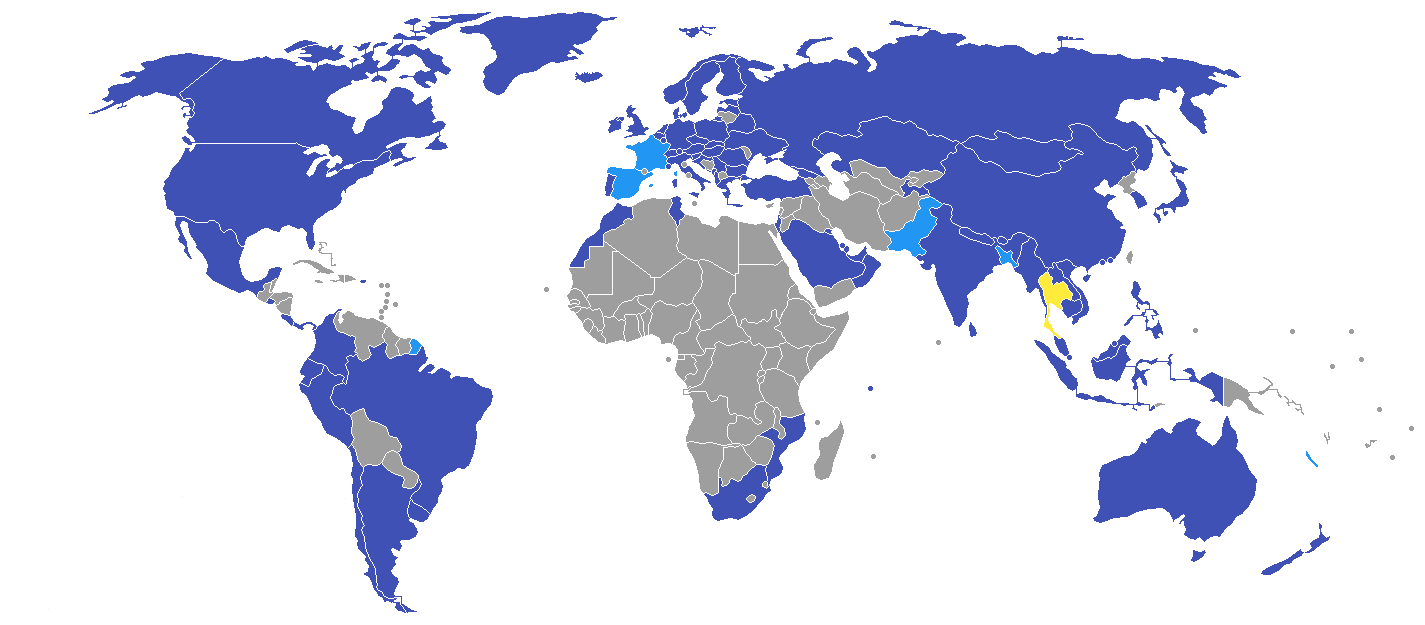
泰国
外交以及公務護照
外交護照

下列國家和地區的外交或公務護照持有人可免簽證訪問泰國，為期90天（除非另有說明）：
| - 所有东盟成员国(30天) - 阿尔巴尼亚 - 阿根廷 - 奥地利 - D - 白俄羅斯 - 比利时 - 不丹 - 巴西 - （30天） - 柬埔寨（30天） - 加拿大（30天） - 智利 - 中国大陆（30天） - 哥伦比亚 - 捷克 - （30天） - 薩爾瓦多 - 爱沙尼亚 D - 法國 D - 德国 | - 香港特別行政區（30天） - 匈牙利 - 印度 - 印度尼西亞（30天） - 以色列 - 義大利 - 日本 - （30天） - 科索沃 - （30天） - 拉脫維亞 - 列支敦斯登 - 盧森堡 - 澳門特別行政區（30天） - 马来西亚 - 墨西哥 - 蒙古国（30天） - 蒙特內哥羅 - 摩洛哥 - 緬甸（30天） - 荷蘭 - 尼泊尔 - 阿曼（30天） | - 巴基斯坦 D（30天） - 巴拿马 - 秘魯 - 菲律賓 - 波蘭 - 羅馬尼亞 - 俄羅斯 - 塞爾維亞 - 新加坡（30天） - 斯洛伐克 - 南非 - 西班牙 D - 斯里蘭卡 - 瑞士 - 突尼西亞 - 土耳其 - 英国（30天） - 美国（30天） - 乌克兰 - 乌拉圭 - 越南（30天） |  |

D — 僅外交護照
與 莫桑比克於2018年12月3日簽署外交、公務和官方護照免簽證協定 ，但尚未生效。

## 落地签证和电子签证

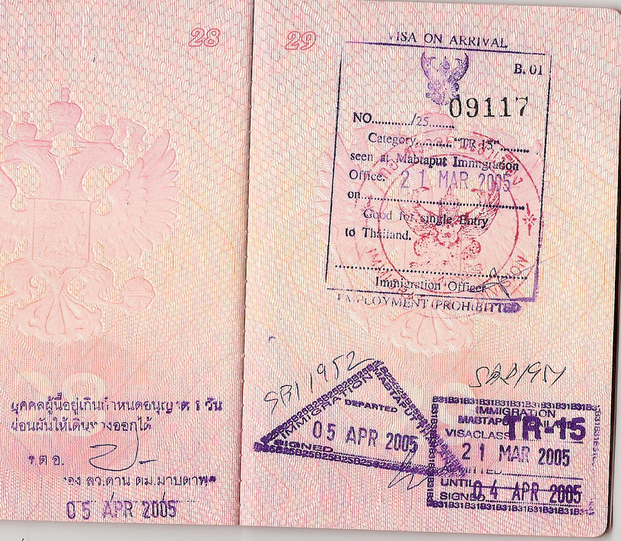
俄罗斯护照上的泰國落地簽證

下列國家或地区的國民可以辦理落地簽證或电子签证入境泰國。落地签证的可停留时间为15天（此15天要算上入境當天），且不能延長逗留日期。而电子签证的可停留时间为30天，亦可延期。此外，符合申请泰国落地签证的国家的公民除在泰国指定入境口岸办理签证外也可以在泰国电子签证申请系统网站在线申请电子落地签证（E-VOA），申请一般会在24小时内得到回复，该政策在2018年11月21日起执行。
签证费用如下：
| 签证类型       | 电子签证                                       | 电子签证                                       | 电子落地签证                                                                                             | 落地签证                                                                                                 |
| 签证类型       | 多次                                           | 单次                                           | 单次 | 单次 |
| -------------- | ---------------------------------------------- | ---------------------------------------------- | --- | --- |
| 停留时间       | 60天（初次30天,亦可再延期30天）                | 60天（初次30天,亦可再延期30天）                | 15天 | 15天 |
| 有效期         | 6个月                                          | 3个月                                          | 30天 | N/A |
| 签证费         | 取决于申请人的国籍和居住地，但普遍比落地签便宜 | 取决于申请人的国籍和居住地，但普遍比落地签便宜 | 标准: 2,560泰銖 加急: 4,560泰銖                                                                          | 标准: 2,000泰銖 加急: 2,200泰銖                                                                          |
| 处理时间       | 3-10个工作日                                   | 3-10个工作日                                   | 标准: 24-72小时 加急:24小时以内                                                                          | 取决于各口岸的签证处的繁忙程度                                                                           |
| 资金证明       | 60,000泰銖 (需网上上传证明)                    | 20,000泰銖(需网上上传证明)                     | 入境口岸时，海关可能会随机检查以下携带金额: - 每人10,000泰銖现金，或每个家庭 20,000 泰銖现金，或等值外币 | 入境口岸时，海关可能会随机检查以下携带金额: - 每人10,000泰銖现金，或每个家庭 20,000 泰銖现金，或等值外币 |
| 签证是否可延长 | 是                                             | 是                                             | 否 | 否 |
| 申请提交       | thaievisa.go.th （页面存档备份，存于）         | thaievisa.go.th （页面存档备份，存于）         | thailandevoa.vfsevisa.com （页面存档备份，存于）                                                         | 入境口岸签证处                                                                                           |

符合资格的国家/地区公民:
| - 不丹 - 保加利亚 - 賽普勒斯 - 衣索比亞 - 斐济 | - 印度2 - 2 - 馬爾他 - 墨西哥 - 瑙鲁 | - 羅馬尼亞 - 中華民國2 |  |

| - 所有欧盟公民1 \| - 阿尔巴尼亚 - 阿尔及利亚 - 安道尔 - 安地卡及巴布達 - 阿鲁巴 - 巴哈马 - 中华人民共和国1 - 哥伦比亚 - 刚果共和国 \| - 多米尼克 - 格瑞那達 - 關島 - 海地 - 牙买加 - 科索沃 - 利比亞 - 列支敦斯登 \| - 马绍尔群岛 - 密克羅尼西亞聯邦 - 摩納哥1 - 蒙特內哥羅 - 瑙鲁 - 波多黎各 - 圣基茨和尼维斯 - 圣卢西亚 \| - 塞爾維亞 - 千里達及托巴哥 - 梵蒂冈 \| \| |                                                                             | |                                      |  |
| - 阿尔巴尼亚 - 阿尔及利亚 - 安道尔 - 安地卡及巴布達 - 阿鲁巴 - 巴哈马 - 中华人民共和国1 - 哥伦比亚 - 刚果共和国 | - 多米尼克 - 格瑞那達 - 關島 - 海地 - 牙买加 - 科索沃 - 利比亞 - 列支敦斯登 | - 马绍尔群岛 - 密克羅尼西亞聯邦 - 摩納哥1 - 蒙特內哥羅 - 瑙鲁 - 波多黎各 - 圣基茨和尼维斯 - 圣卢西亚 | - 塞爾維亞 - 千里達及托巴哥 - 梵蒂冈 |  |

| - 阿尔巴尼亚 - 阿尔及利亚 - 安道尔 - 安地卡及巴布達 - 阿鲁巴 - 巴哈马 - 中华人民共和国1 - 哥伦比亚 - 刚果共和国 | - 多米尼克 - 格瑞那達 - 關島 - 海地 - 牙买加 - 科索沃 - 利比亞 - 列支敦斯登 | - 马绍尔群岛 - 密克羅尼西亞聯邦 - 摩納哥1 - 蒙特內哥羅 - 瑙鲁 - 波多黎各 - 圣基茨和尼维斯 - 圣卢西亚 | - 塞爾維亞 - 千里達及托巴哥 - 梵蒂冈 |  |

1 -这些国家和地区也同时获得了泰国免签资格

2 -目前 中華民國、 、 印度实行临时免签政策，因此落地签政策暂停

2016年9月27日起，泰國落地簽證的辦理費用将由1,000泰銖增加至2,000泰銖。2018年11月15日至2020年4月30日办理落地签证的旅客可免付签证费。
申请人也可在网上填写申请表格后凭确认编码在入境口岸办理落地签证。
泰國48個出入境口岸可以辦理落地簽證，包括：
國際機場
| - 清邁國際機場# - 清萊國際機場 - 廊曼國際機場# - 合艾國際機場 - 華欣機場 - 甲米国际机场# - 布吉國際機場# | - 苏梅国际机场 - 素可泰機場 - 素叻他尼機場 - 蘇凡納布機場# - 董里機場 - 烏塔保國際機場 |  |

# - 适用电子落地签证的机场
陸路和海路口岸
| - Aranyaprathet Immigration Checkpoint - Ban Prakop Immigration Checkpoint - Bangkok Harbour Immigration Checkpoint - Betong Immigration Checkpoint - Bueng Kan Immigration Checkpoint - Buketa Immigration Checkpoint - Chiang Khong Immigration Checkpoint - Chiang Saen Immigration Checkpoint - Kanchanaburi Land Border Checkpoint - Khlong Yai Immigration Checkpoint - Khuan Don Immigration Checkpoint - Ko Lipe Marine Port Checkpoint - Krabi Immigration Checkpoint - Mae Sai Immigration Checkpoint - Map Ta Phut Immigration Checkpoint - Mukdahan Immigration Checkpoint - Nakhon Phanom Immigration Checkpoint - Nan Immigration Checkpoint | - Nong Khai Immigration Checkpoint - Nong Khai Harbour Immigration Checkpoint - Padang Besar Immigration Checkpoint - Pattaya Immigration Checkpoint - Phibun Mangsahan Immigration Checkpoint - Phu Sing Land Border Checkpoint - Phuket Immigration Checkpoint - Pong Nam Ron Immigration Checkpoint - Sadao Immigration Checkpoint - Samui Immigration Checkpoint - Samut Prakan Immigration Checkpoint - Satun Immigration Checkpoint - Si Racha Immigration Checkpoint - Songkhla Harbour Immigration Checkpoint - Su-ngai Kolok Immigration Checkpoint - Tak Immigration Checkpoint - Tak Bai Immigration Checkpoint - Tha Li Immigration Checkpoint |  |

為刺激旅遊業，2018年11月15日-2019年4月30日间免除落地签证费用。
注：上节中标注“#”号的机场适用电子落地签证。

## APEC商務旅行卡
持有APEC商務旅行卡（ABTC）的公民，卡後如果有標注"THA"代碼可以以商務名義免簽入境泰國並逗留90日。
以下持有APEC商務旅遊證的下列國家和地區的公民可持證免簽入境:
| - 智利 - 中国大陆 - 香港 - 印度尼西亞 - 日本 - 马来西亚 | - 墨西哥 - 新西兰 - 秘魯 - 菲律賓 - 俄羅斯 - 新加坡 - 臺灣 - 越南 |  |

## 強制性黃熱病疫苗接種

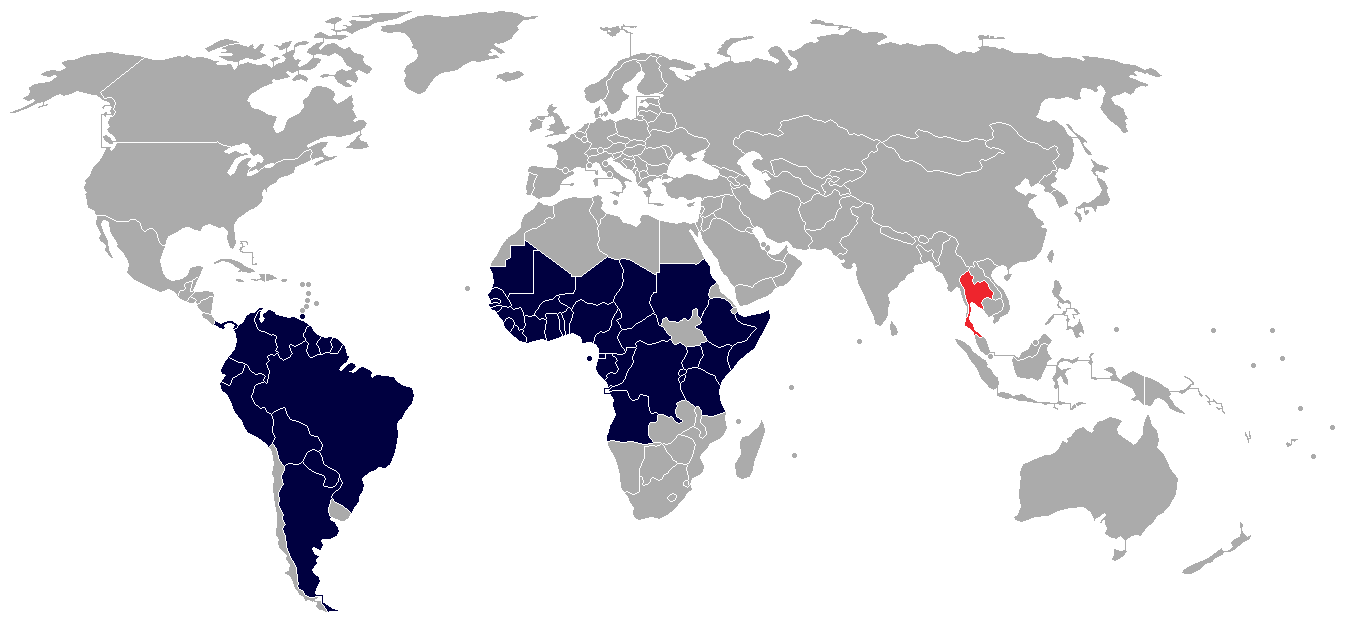
泰國對強制性黃熱病疫苗接種指定國家

來自下列國家的國民要求入境泰國時要出示國際疫苗接種證明書，除非他們提供證明證據自己不居住於下列地區。而不履行是項要求可能會導致該護照持有人被泰國拒絕入境。
| - 安哥拉 - 阿根廷 - 玻利维亚 - 巴西 - 布吉納法索 - 喀麦隆 - 中非 - 哥伦比亚 - 刚果共和国 - 刚果民主共和国 | - 赤道几内亚 - 衣索比亞 - 加彭 - 几内亚 - 利比里亚 - 毛里塔尼亚 - 尼日尔 - 奈及利亞 | - 巴拿马 - 巴拉圭 - 秘魯 - 卢旺达 - 聖多美和普林西比 - 塞内加尔 - 苏丹 - 苏里南 - 坦桑尼亚 - 多哥 - 千里達及托巴哥 - 乌干达 - 委內瑞拉 |  |

## 需要提前办理签证
以下国家的公民只能在在地或邻近的泰国大使馆申请签证，除非拥有所在国家的居留许可。 
| - 非洲联盟成员国 ( 模里西斯、 衣索比亞和 南非除外) \| - 阿富汗 - 伊朗 - 伊拉克 - 约旦 - 黎巴嫩 - 尼泊尔 \| - 巴基斯坦 - 巴勒斯坦 - 斯里蘭卡 - 叙利亚 - 葉門 \| \| |                                                  |  |
| - 阿富汗 - 伊朗 - 伊拉克 - 约旦 - 黎巴嫩 - 尼泊尔 | - 巴基斯坦 - 巴勒斯坦 - 斯里蘭卡 - 叙利亚 - 葉門 |  |

| - 阿富汗 - 伊朗 - 伊拉克 - 约旦 - 黎巴嫩 - 尼泊尔 | - 巴基斯坦 - 巴勒斯坦 - 斯里蘭卡 - 叙利亚 - 葉門 |  |

| - 玻利维亚 - 哥伦比亚 - 古巴 - 薩爾瓦多 | - 尼加拉瓜 - 巴拿马 - 巴拉圭 - 乌拉圭 - 委內瑞拉 |  |